# Joachim Albrecht Prinz von Preußen

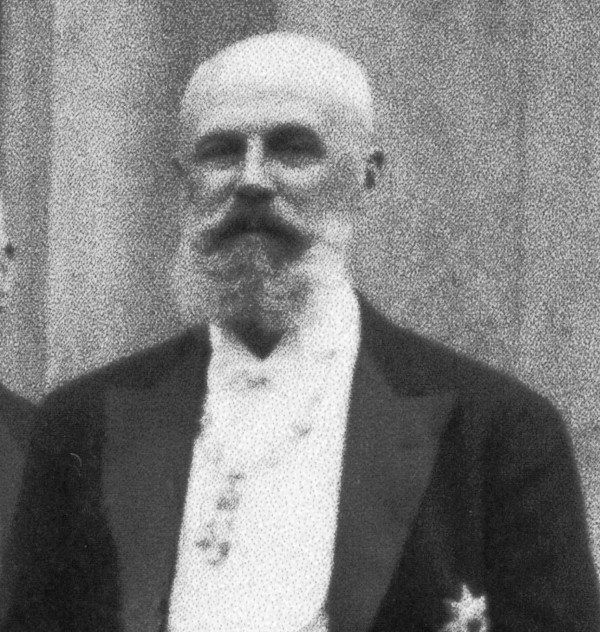
Prinz Joachim Albrecht, 1928, Schloß Kamenz, Schlesien

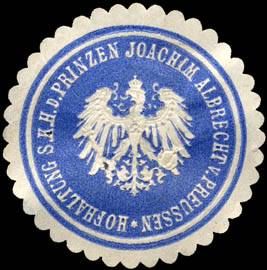
Siegelmarke Hofhaltung Seiner Königlichen Hoheit des Prinzen Joachim Albrecht von Preussen

Wilhelm Friedrich Karl Ernst Joachim Albrecht Prinz von Preußen (* 27. September 1876 in Hannover; † 24. Oktober 1939 in Berlin) war ein preußischer Offizier, Komponist und Angehöriger des preußischen Königshauses.

## Leben
Joachim Albrecht war der mittlere von drei Söhnen des preußischen Prinzen Albrecht von Preußen (1837–1906) und dessen Frau Marie von Sachsen-Altenburg (1854–1898), Tochter Herzog Ernst I., und wuchs im Prinz-Albrecht-Palais in Berlin auf. Er studierte an der Rheinischen Friedrich-Wilhelms-Universität Bonn Rechtswissenschaften. 1895 wurde er Mitglied des Corps Borussia Bonn. Nach dem Studium schlug er die Offizierslaufbahn ein. 1902 war er Hauptmann und Kompaniechef im Königin Augusta Garde-Grenadier-Regiment Nr. 4. 
Im Ersten Weltkrieg wurde er als Oberstleutnant schwer verwundet. Seitdem konzentrierte er sich als Komponist vollkommen auf Musik, nachdem er bereits in früheren Jahren komponiert, gemalt und gedichtet hatte. Er gab zahlreiche Konzerte seiner Kompositionen im Deutschen Reich, bei denen er dirigierte. Auch nahm er 1926 die Einladung zu einer Konzertreise für wohltätige Zwecke durch die Vereinigten Staaten an, trat dann aber nach seiner Ankunft 1928 bei den Konzerten nicht auf.

## Skandal
Bereits während seiner Militärzeit zeigte sich, dass der Prinz einen Hang zur Leichtlebigkeit und amourösen Abenteuern hatte. Sein damaliger Adjutant Robert von Zedlitz-Trützschler, später Hofmarschall des Kaisers, beklagte sich über endlose Liebesabenteuer. Im September 1906 erfuhr die deutsche Botschaft in London von Gerüchten, dass Prinz Joachim Albrecht plane, die Wienerin Marie Blich-Sulzer (1872–1919) zu heiraten, die sich nach einer Scheinehe nun Baronin Liebenberg nannte. Wilhelm II. versetzte den Prinzen daraufhin zur Schutztruppe nach Deutsch-Südwestafrika. Joachim Albrecht ließ sich aber von seinem Vorhaben nicht abbringen und zeigte laut Berichten seines Adjutanten Brandenstein eine „Wandlung in den geistigen Funktionen“. Er plante, von Südwest aus inkognito in die Schweiz zu reisen, um seine verheiratete Geliebte zu treffen. Das Militärkabinett befasste sich nun mit dem Fall um einen Presseskandal zu vermeiden. Ein militärärztliches Gutachten leitete man dem Psychiater Theodor Ziehen zu, der eine Defektpsychose, ausgelöst durch Dementia praecox oder Dementia paralytica diagnostizierte. Er riet zur Entmündigung des Prinzen oder zur Einsetzung einer Pflegschaft.
Am 25. Februar 1908 bat Kaiser Wilhelm II. den Prinzen mit Allerhöchster Kabinetts-Ordre um die Einreichung des Abschieds aus der Armee, dem Joachim Albrecht nachkam. Der Einsetzung einer Pflegschaft stimmte er aber nicht zu. Er wurde einige Tage darauf aus der Armee verabschiedet und ihm ausdrücklich untersagt, zukünftig eine militärische Uniform zu tragen.

## Ehe und Familie
Joachim Albrecht heiratete 1919 in Österreich Marie Blich-Sulzer (1872–1919). Die Ehe wurde jedoch von seiner Familie nicht anerkannt und wieder aufgelöst. Blich-Sulzer verstarb schon wenige Wochen nach der Hochzeit.
Am 9. Oktober 1920 heiratete er in Wien Karoline Kornelia Stockhammer (1891–1952), die aus einer unehelichen Verbindung mit Franz Joseph Herzog in Bayern (1888–1912) den Sohn Ottomar Gustav Stockhammer (1909–1959) hatte. Joachim Albrecht adoptierte Ottomar 1927. Dieser trug von da an den Familiennamen „Prinz von Preußen“. Die Ehe zwischen Joachim Albrecht und Karoline Kornelia wurde 1936 geschieden. Vertraglich verzichtete Ottomar am 4. März 1937 auf den Familiennamen „Prinz von Preußen“, amtsgerichtlich bestätigt Berlin-Charlottenburg 8. Juli 1937. Als künftigen Familiennamen wählte er mit Zustimmung des vormals königlichen Hauses Preußen nach dem zum Fideikommiss Kamenz gehörenden Waldgut in Schlesien zunächst den Namen „von Plottnitz“. Bereits am 17. des Monats legte das Reichs- und Preußische Ministerium des Innern die Namensform per Erlass auf „von Plottnitz-Stockhammer“ fest. Der Deutsche Adelsrechtsausschuß sprach dazu am 16. Juli 1957 eine „adelsrechtliche Nichtbeanstandung“ aus.

## Kompositionen
- Adagio, Opus 15, 1898
- Militärwalzer, 1898.[10]
- Hoch Königin-Augusta-Garde-Grenadier-Regiment Nr. 4 (Marsch)
- Prinz Louis Ferdinand-Marsch
- Libretto und Pantomime für Der Apfel des Pari, 1905[11]
- Fantasien, 1916
- Fackeltanz, 1916
- Etoile d'amour, 1916
- Emden, 1916
- Edea 1916
- Die drei Indianer, 1916
- Die Blumenteufel, 1916
- Der Abend, 1916
- Crépuscule, 1916
- An den Friedens-Engel, 1917
- Tango 1926, für kleines Orchester, 1926[12]
- Der Schönsten, für kleines Orchester, 1926[13]